# ビッグひな祭り

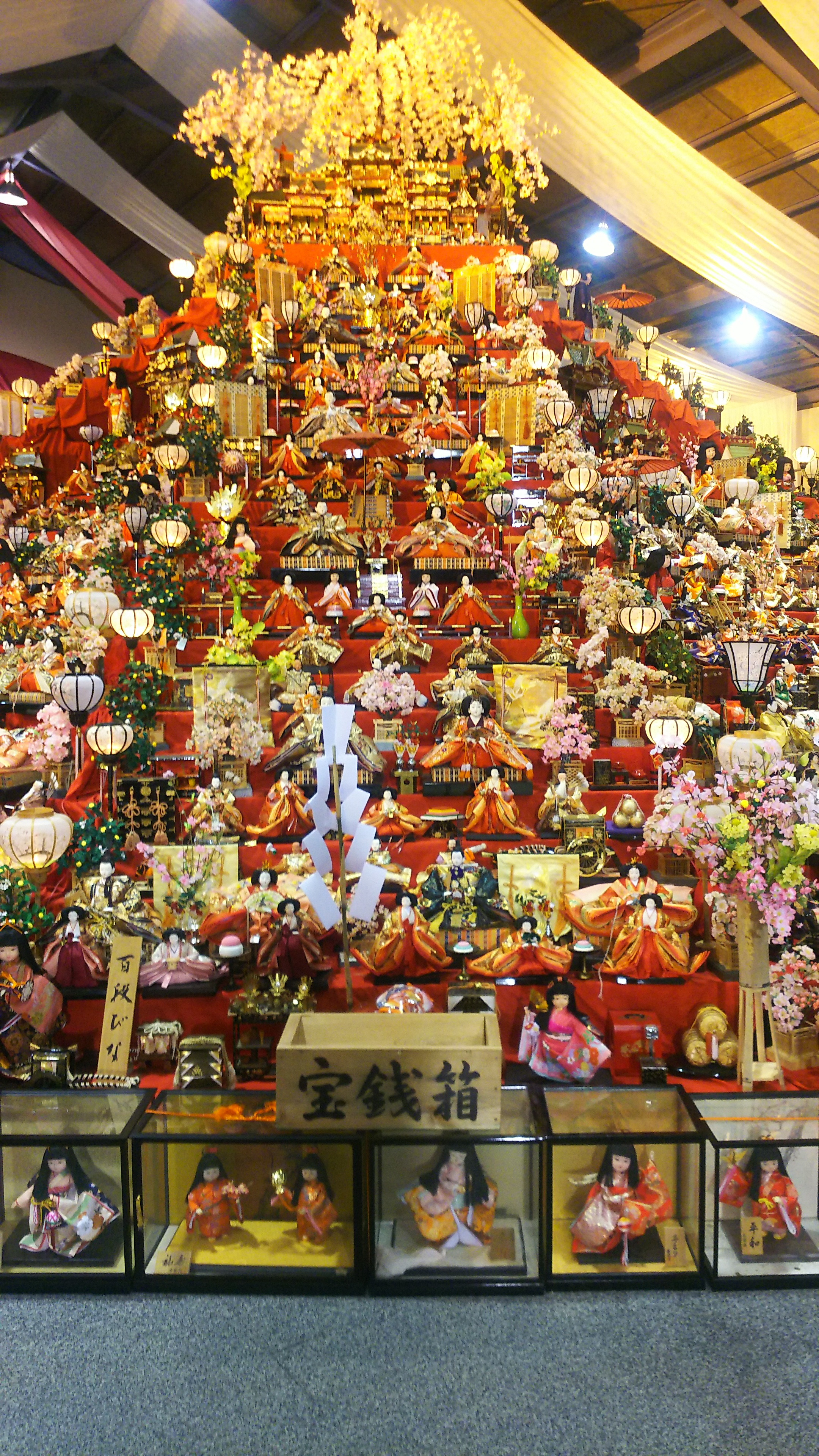
ビッグひな祭り 会場内に展示されているひな壇 2019年03月03日撮影

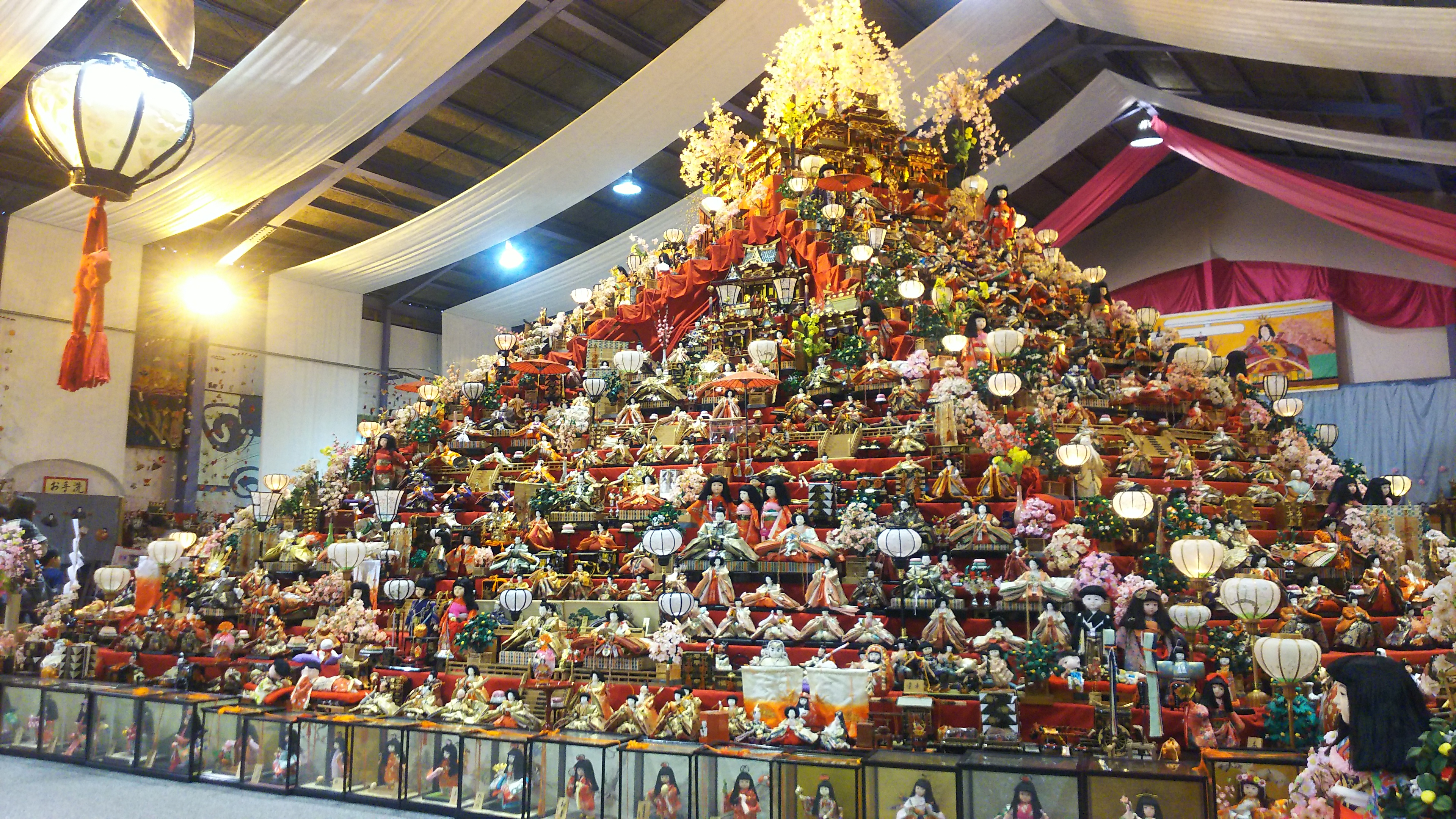
ビッグひな祭り 会場内に展示されているひな壇 2019年03月03日撮影

ビッグひな祭り（ビッグひなまつり）は、徳島県勝浦郡勝浦町において、毎年2月から3月に開催されているひな祭りである。期間中は、巨大なひな壇に無数の雛人形が飾られる。
また、「勝浦」という地名が共通することから全国勝浦ネットワークを結んでいる千葉県勝浦市ではかつうらビッグひな祭りが、和歌山県東牟婁郡那智勝浦町ではビッグひなめぐりをメインイベントとする南紀勝浦ひなめぐりが開催されている。
さらに、徳島県勝浦郡勝浦町のビッグひな祭りとは直接の関係はなく名称も異なるが、同種のひな祭りは長野県須坂市で信州須坂しあわせ雛祭りとして、埼玉県鴻巣市で鴻巣びっくりひな祭りとして開催されている。

## 歴史
- 1989年 - 徳島県勝浦郡勝浦町にて、ビッグひな祭りが始まる。
- 2001年 - 千葉県勝浦市にて、かつうらビッグひな祭りが始まる。
- 2002年 - 長野県須坂市にて、信州須坂しあわせ雛祭りが始まる。
- 2012年 - 和歌山県東牟婁郡那智勝浦町にて、南紀勝浦ひなめぐりが始まる。

## ビッグひな祭り

### 概要
徳島県勝浦郡勝浦町生名の人形文化交流館において、ビッグひな祭り実行委員会及びNPO法人阿波勝浦井戸端塾によって約1ヶ月にわたり開催される。
会場では、2万体以上の雛人形が飾られ、なかでも高さ約7mの巨大なピラミッド状のひな壇が目玉となっている。雛人形は日本全国から寄せられたもので、供養料として5千円が必要である。
また、同時期に勝浦町坂本地区において「おひな様の奥座敷と坂本おひな街道」も開催され、坂本地区の町並みのあちらこちらで趣向を凝らした雛人形の飾りつけがなされる。

### アクセス
- 公共交通機関利用の場合
  - JR徳島駅より徳島バス（勝浦線）乗車で約1時間（会場付近にバス停留所有り）
- 自家用車利用の場合
  - 鳴門ICより国道11号・国道55号・徳島県道16号徳島上那賀線経由で約30km（会場付近に駐車場有り）

## かつうらビッグひな祭り

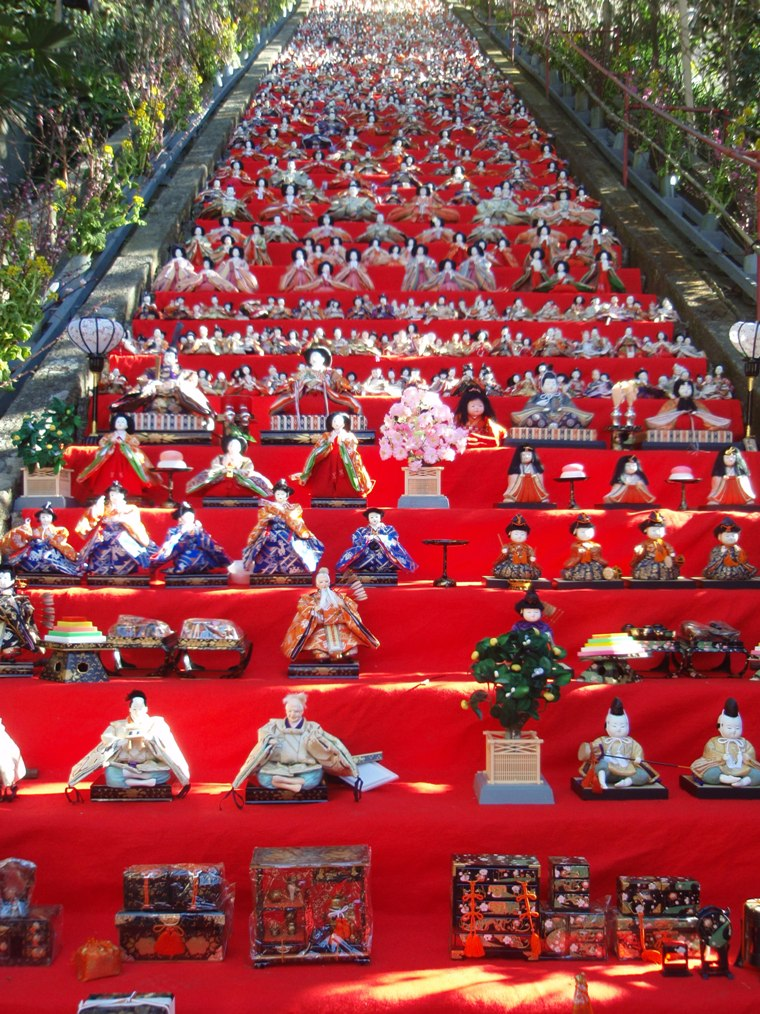
階段雛（2008年）

### 概要
千葉県勝浦市内の各地において、ビッグひな祭り実行委員会によって約2週間にわたり開催される。徳島県勝浦郡勝浦町より譲り受けた7千体を含む、計3万体以上のひな人形が飾られる。
期間中は、勝浦市役所やJR勝浦駅等の公共施設、商店街の各店舗などにひな壇が設置され、遠見岬神社では参道の石階段60段に約1,200体のひな人形が飾られる。このほかにも、上総興津駅周辺、勝浦海中公園など、市内各地で小規模な展示が行われる。
勝浦市芸術文化交流センター・キュステでは、ひな壇の他に享保雛・全国各地の郷土雛の展示も行われる。キュステは、通常は多目的ホールとして使用されているが、この期間中に限りホールの客席を巨大なひな壇にして、約4,700体のひな人形が飾られる。なお同様の展示は、2009年までは勝浦市民会館、2010年から2014年までは旧行川小学校で行われていた。後述する通り、2020年から2024年は、キュステでの開催は見送られている。
また、例年パッケージツアーが組まれる等、賑わいを見せている。2011年までは、土曜日及び日曜日には臨時列車「かつうらひなまつり号」が運行されていた（2010年までは特急、2011年は快速で183系電車又は189系電車、185系電車を使用していた）。2013年2月22日から485系電車（2014年まではリゾートやまどり、2015年は彩）を使用し、特急「勝浦ビッグひな祭り号」として運行されていた。
勝浦商店街では歩行者天国やパレード、開催期間の最後の土曜日及び日曜日にはJR東日本主催の「勝浦ひなまつりハイキング」などのイベントも行われる。
2020年は前年に房総半島を直撃した台風による被害や中国で発生した新型コロナウイルスに伴い、同国武漢市から帰国した邦人が市内の宿泊施設「ホテル三日月」に一時滞在するなどの影響で観光業を中心に市経済が打撃となっており、政府や県などが当イベントへの支援を表明するなど期待する声もあったが、その後日本国内でもコロナウイルスによる感染が拡大していることから「来場者や市民への必要な感染予防対策を講ずることが困難と判断した」として、同年2月19日に初の開催中止が決定。それに伴い、JR東日本による臨時列車の運行なども中止となった。
2021年・2022年も同様に新型コロナウイルスの影響で中止となり、2023年に4年ぶりの開催となった。ただし、主要会場の1つであるキュステはコロナワクチンの勝浦市の集団接種会場に指定されていることから、キュステでの展示（巨大ひな壇や享保雛・全国各地の郷土雛の展示）は見送られるなど、規模縮小した形での開催となっている。キュステでの展示は、2025年に6年ぶりに復活した。

### アクセス
- 公共交通機関利用の場合
  - （遠見岬神社などのメイン会場）JR外房線勝浦駅より徒歩10分（途中にも雛壇あり）
  - （勝浦市芸術文化交流センター・キュステ、勝浦市役所など）JR外房線勝浦駅より徒歩15分
- 自家用車利用の場合
  - 横浜方面より - 東京湾アクアライン - 館山自動車道・木更津北IC - 国道409号 - 国道297号 - 国道128号 - 守谷海岸駐車場（誘導看板あり）
  - 東京・千葉方面より - 館山自動車道・市原IC - 国道297号 - 国道128号 - 守谷海岸駐車場（誘導看板あり）

※守谷海岸駐車場より、メイン会場近くの「K・A・P・P・Yビジターセンター」およびキュステを巡回するシャトルバスあり

## 類似の雛祭り

### 南紀勝浦ひなめぐり
千葉県勝浦市や徳島県勝浦郡勝浦町等から雛人形の提供を受けて始められたもので、2013年のメインイベントのビッグひなめぐりでは、落差133mの那智滝にちなんで、1万3300体の雛人形が展示された。

### 信州須坂「わくわく」おひなめぐり
長野県須坂市内の各地において、「須坂の町の雛祭り実行委員会」によって1カ月（3月1日から4月3日）にわたり、開催される。古い町並みの残る須坂には古くから大切に受け継がれてきた雛人形があり、それらを多くの方に見てもらおうと始まった。期間中は約100箇所の商店や美術館、博物館に雛人形が展示される。
歴史を感じさせる享保雛、草木染の段飾り雛人形、まゆ雛、土雛、木目込み五段飾りの雛人形、慶応から平成までの歴代段飾りのお雛様など、時代を超えて様々な雛人形が見られる。須坂アートパークでは同時期に約2か月間にわたって「三十段飾り千体の雛祭り」が開催されている。
北信濃市町村と連携して「ぶらり北信濃ひな巡り」も実施されるほか、雛祭りに協賛して「JR東日本 駅からハイキング」及び「信州須坂・シルクと蔵のまちツーデーウオーキング」も開催される。